# (6677) Renoir
(6677) Renoir ist ein Asteroid des äußeren Hauptgürtels, der am 16. Oktober 1977 von dem niederländischen Astronomenehepaar Cornelis Johannes van Houten und Ingrid van Houten-Groeneveld entdeckt wurde. Die Entdeckung geschah im Rahmen der 3. Trojaner-Durchmusterung, bei der von Tom Gehrels mit dem 120-cm-Oschin-Schmidt-Teleskop des Palomar-Observatoriums aufgenommene Feldplatten an der Universität Leiden durchmustert wurden, 17 Jahre nach Beginn des Palomar-Leiden-Surveys.
Der Asteroid wurde am 4. April 1996 nach dem französischen Maler des Impressionismus Pierre-Auguste Renoir (1841–1919) benannt. Schon 1985 war ein Einschlagkrater auf der südlichen Hemisphäre des Planeten Merkur nach Pierre-Auguste Renoir benannt worden: Merkurkrater Renoir.